# 猴魅
猴魅，是出現於今台灣高雄市的猴妖，喜歡向婦女作祟，後來被當時的鳳山知縣方邦基所消滅。

## 習性
猴魅是由猴子的屍骨幻化而成的，喜歡騷擾婦女、翻動婦女的房間、並偷走她們的內衣。

## 傳說
清領時期，鳳山縣曾有婦女被猴魅纏身騷擾，苦不堪言，方邦基知道後，在城隍府前設置祭壇、祈禱以通報神明，隨即突然颳起強風、烏雲密布，一道雷電霹下來打中猴魅，使牠摔入地洞。方邦基隨即命令人挖掘地洞，將其根源的骨骸給挖出來，從此猴魅再也沒有出現過。